# Cristián Carvajal
Cristián Andrés Carvajal Torrealba (Santiago, Chile; 24 de febrero de 1977) es un actor chileno de cine, teatro y televisión.

## Carrera

Cristian Carvajal

Estudió diseño gráfico y luego, actuación en la Academia de Teatro Club de Teatro, egresando en 2003.
Es invitado a integrarse a diversos montajes teatrales, dirigidos por renombrados artistas de la escena chilena: Raúl Ruiz, Manuela Infante, Rodrigo Pérez, Alfredo Castro, Fernando González, Alexis Moreno, Héctor Noguera, Néstor Cantillana, Víctor Carrasco, entre otros.
A partir de 2006 se integra a la compañía Teatro de Chile, la que hasta la fecha es su lugar de investigación y desarrollo teatral.
En 2005 es escogido por la revista Wikén como “Actor Revelación”. En 2006 es reconocido como “La mejor interpretación masculina en teatro” por el diario nacional La Segunda. Por último, en 2011 es nominado a los premios "Altazor" como mejor actuación masculina en televisión.
Se ha destacado en series como Santiago Carvajal en Cárcel de Mujeres 2 (2007) y como Ignacio Maiakovsky Gen Mishima (2008).
Participó en dos superproducciones de época dirigidas por Vicente Sabatini para Chilevisión: Manuel Rodríguez (2010), en la que interpretó a Vicente San Bruno, rol que le valió una nominación al Premio Altazor como Mejor Actor de Televisión; y La Doña (2011), donde dio vida al fraile Domingo de Figueroa.

## Televisión
| Año       | Título                   | Papel                      | Notas                       |
| --------- | ------------------------ | -------------------------- | --------------------------- |
| 2010      | Manuel Rodríguez         | Vicente San Bruno          | Antagonista; 109 episodios  |
| 2011      | La Doña                  | Domingo de Figueroa        | Elenco principal            |
| 2012      | La Sexóloga              | Germán Riveros             | Elenco principal            |
| 2013      | Graduados                | Francisco "Tuca" Allende   | Elenco principal            |
| 2014      | Buscando a María         | Evaristo Maulen            | Antagonista; 64 episodios   |
| 2015      | Esa no soy yo            | Julio Chávez               | Protagonista; 162 episodios |
| 2016      | Pobre gallo              | José Salgado               | ¿? episodios                |
| 2017      | Perdona nuestros pecados | Nicanor Pereira            | Elenco principal            |
| 2018-2022 | Verdades ocultas         | Samuel Diez / Mateo Valdés | Antagonista; 200 episodios  |
| 2023      | Dime con quién andas     | Francisco Costa            | Elenco principal            |
| 2025      | Los Casablanca           | Roberto                    | ¿? episodios                |

| Año  | Título                                | Papel              | Notas           |
| ---- | ------------------------------------- | ------------------ | --------------- |
| 2007 | Héroes                                | Arturo Prat        |                 |
| 2007 | Cárcel de Mujeres                     | Santiago Carvajal  | Reparto         |
| 2008 | Gen Mishima                           | Ignacio Maiakovsky | Papel principal |
| 2009 | Karma                                 |                    | 1 episodio      |
| 2010 | 12 días que estremecieron Chile       | Juan Carlos        |                 |
| 2013 | Prófugos                              |                    |                 |
| 2014 | Sudamerican Rockers                   | Profesor Ríos      |                 |
| 2017 | 12 días: El asesinato de Jaime Guzmán | Jaime Guzmán       | Papel principal |
| 2018 | Bichos raros                          | Hernán             |                 |
| 2018 | Papá mono                             | Fiscal             |                 |
| 2019 | Héroes Invisibles                     | Ismael Huerta      |                 |

## Filmografía
| Cine | Cine                 | Cine                  | Cine |
| Año  | Película             | Rol                   |      |
| ---- | -------------------- | --------------------- | ---- |
| 2011 | El circuito de Román | Roberto Román         |      |
| 2013 | Gloria               |                       |      |
| 2013 | Carne de perro       | Doctor                |      |
| 2014 | La Salamandra        |                       |      |
| 2013 | Desastres naturales  |                       |      |
| 2020 | Matar a Pinochet     |                       |      |
| 2024 | El lugar de la otra  | Luis Malaquías Concha |      |

## Teatro

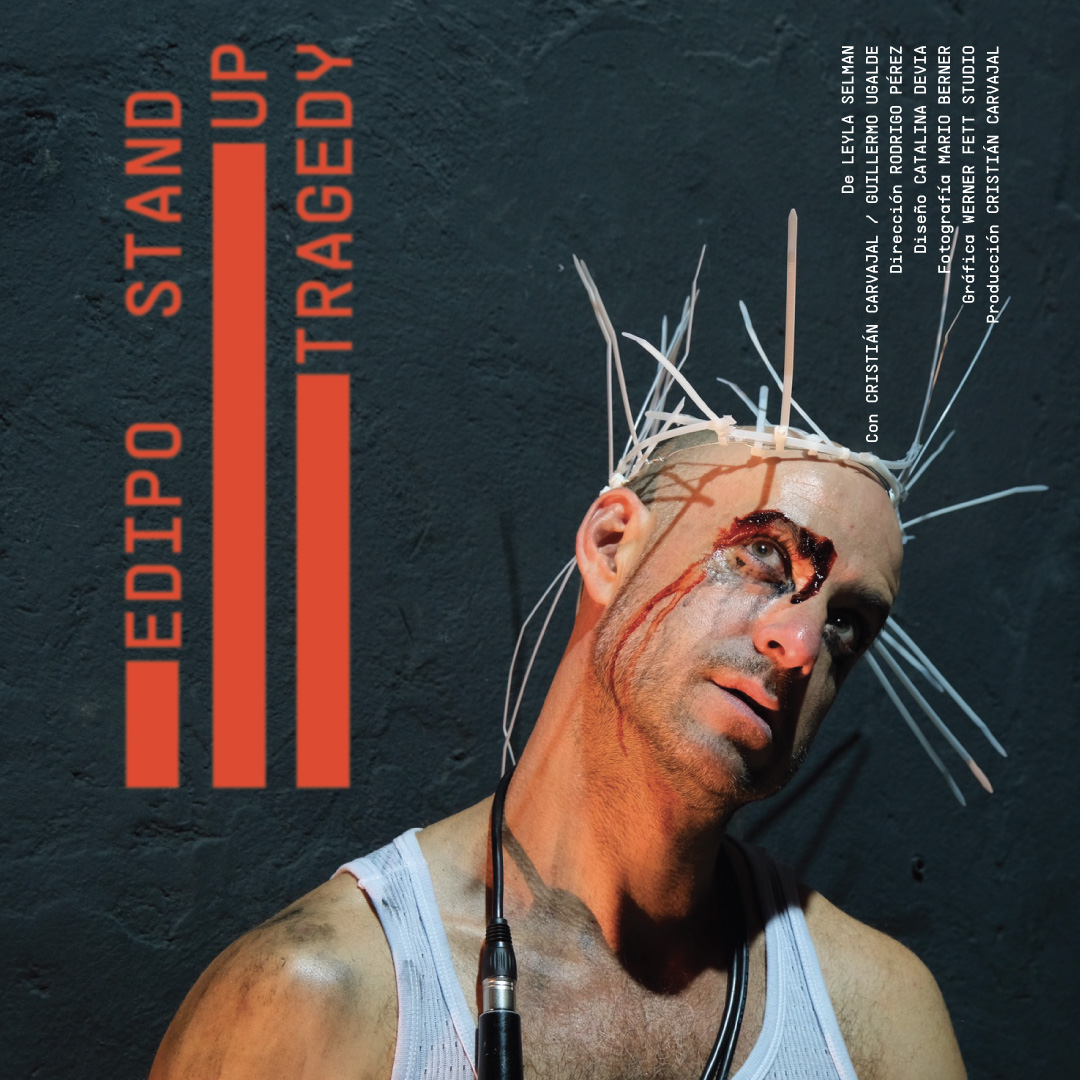
Cristián Carvajal por Mario Berner. Edipo Stand up Tragedy

| Cine | Cine                                                           | Cine                     | Cine |
| Año  | Obra                                                           | Dirección                |      |
| ---- | -------------------------------------------------------------- | ------------------------ | ---- |
| 2023 | Edipo Stand up Tragedy                                         | Rodrigo Perez            |      |
| 2022 | La Casa de los Monstruos                                       | Marcelo Leonart          |      |
| 2021 | Ella lo ama                                                    | Daniel Veronese          |      |
| 2020 | Ivanov                                                         | Rodrigo Pérez            |      |
| 2019 | Beginning                                                      | Pablo Halpern            |      |
| 2019 | Casandra, La Sandra                                            | Aliocha de la Sotta      |      |
| 2018 | Todos eran mis hijos                                           | Álvaro Viguera           |      |
| 2018 | El Otro                                                        | Luis Guenel              |      |
| 2017 | El Velorio                                                     | Álvaro Rudolphy          |      |
| 2017 | Ayudándole a sentir                                            | Juan Pablo Peragallo     |      |
| 2017 | La Viuda de Apablaza                                           | Rodrigo Pérez            |      |
| 2017 | Ricardo III                                                    | Rodrigo Pérez            |      |
| 2016 | Realismo                                                       | Manuela Infante          |      |
| 2015 | Peligro de Mí                                                  | David Hernández          |      |
| 2014 | Proyecto de vida                                               | Cristián Plana           |      |
| 2014 | Zoo                                                            | Manuela Infante          |      |
| 2011 | Erich Von Stroheim                                             | Rodrigo Pérez            |      |
| 2011 | Loros Negros                                                   | Teatro de Chile          |      |
| 2011 | Canario                                                        | Héctor Morales           |      |
| 2011 | Amledi, el tonto                                               | Raúl Ruiz                |      |
| 2010 | Negro Animal Tristeza                                          | Rodrigo Pérez            |      |
| 2010 | Los dorados últimos años                                       | Aliocha de la Sotta      |      |
| 2009 | Juana                                                          | Teatro de Chile          |      |
| 2009 | Arturo                                                         | Teatro de Chile          |      |
| 2009 | Las tres hermanas                                              | Víctor Carrasco          |      |
| 2008 | Norte                                                          | Víctor Carrasco          |      |
| 2008 | Cristo                                                         | Teatro de Chile          |      |
| 2007 | Sueño con revólver                                             | Nestor Cantillana        |      |
| 2006 | Padre                                                          | Héctor Noguera           |      |
| 2006 | Rey Planta                                                     | Teatro de Chile          |      |
| 2006 | Romeo y Julieta                                                | Fernando González        |      |
| 2006 | Soy directora de danza contemporánea y me estoy volviendo loca | Alejandro "Chato" Moreno |      |
| 2005 | Numancia                                                       | Teatro La María          |      |
| 2005 | Mi Madre                                                       | Cristián Plana           |      |
| 2005 | La tercera obra                                                | Teatro La María          |      |
| 2004 | Un crimen en mi pueblo                                         | Alfredo Castro           |      |
| 2004 | Presente!                                                      | Aliocha de la Sotta      |      |
| 2004 | Las neurosis sexuales de nuestros padres                       | Alexandra Vonhummel      |      |
| 2004 | Agatha                                                         | Rodrigo Cabello          |      |
| 2004 | Calígula                                                       | Marcelo Alonso           |      |
| 2003 | Werther                                                        | Cristián Plana           |      |
| 2003 | Edipo                                                          | Carlos Bórquez           |      |
| 2003 | Los Cenci                                                      | Marcelo Alonso           |      |
| 2002 | Hijo Póstumo                                                   | Cristián Plana           |      |
| 2002 | Egoistic love                                                  | Rodrigo Cabello          |      |
| 2019 | Ivanov                                                         | Rodrigo Pérez            |      |

## Otros
- Diego y Glot - Voz de Armando

## Premios y nominaciones
Premios Caleuche
| Año  | Categoría                            | Trabajo                               | Resultado |
| ---- | ------------------------------------ | ------------------------------------- | --------- |
| 2016 | Mejor actor protagónico - Teleseries | Esa no soy yo                         | Ganador   |
| 2017 | Mejor actor de soporte - Teleseries  | Buscando a María                      | Nominado  |
| 2018 | Mejor actor de soporte - Teleseries  | Perdona nuestros pecados              | Nominado  |
| 2018 | Mejor actor protagónico - Series     | 12 días: El asesinato de Jaime Guzmán | Ganador   |
| 2024 | Mejor actor de soporte - Teleseries  | Dime con quién andas                  | Nominado  |

Premios Wikén
- 2005 - Mejor actor revelación
- 2008 - Mejor actor de series - Gen Mishima.